# Perifiton
Perifiton je skupina majhnih rastlinskih in živalskih organizmov. Večinoma se pojavlja na podvodnih predmetih in rastlinah.
Najpomembnejša sestavina perifitona so bakterije, diatomeje, praživali, kotačniki, nematodi, nitaste alge, maloščetinci, ličinke žuželk in številne ribe. V perifitonu se pojavljajo vrste z različnimi kemičnimi zahtevami, zato je njegova sestava v različnih vodah različna.